# Cerro Tres Picos
El Cerro Tres Picos, es la máxima altura del Sistema de Ventania, en el Partido de Tornquist, de la provincia de Buenos Aires, Argentina. Se divide en diferentes cordones: cordón de Cura Malal, cordón Bravard, cordón Esmeralda, cordón Pillahuinco y el más importante el Cordón de las Sierras de la Ventana, en la que se encuentran la cumbre del cerro Tres Picos junto con otras cumbres importantes: C° Ventana, C° Napostá, C° Destierro Primero.
Con sus 1239 m s. n. m. y una antigüedad de 400 millones de años, es el punto más alto de la provincia, superando los picos del Sistema de Tandilia.
El área es propiedad privada de la Fundación Rodolfo Funke, de origen y orientada al hospedaje; la cual también se encarga del ecoturismo en esta zona de la región pampeana. Se puede acceder a su cumbre a través de un sendero que parte desde la propiedad privada de Fundación, que tiene ocho kilómetros de extensión hasta su cumbre y 800 metros de desnivel.
En días lluviosos se llega a la base por medio de vehículos 4x4. Su recorrido se hace autoguiado. Se necesita un nivel medio físico para hallar la cima. Se puede realizar el ascenso durante todo el año. Por lo general se acampa en el cerro en un lugar llamado "Cueva de los Guanacos",  disminuyendo la intensidad del ascenso y maximizando el disfrute de la experiencia. Esto es particularmente recomendable en épocas de calor, para evitar transitar los senderos durante el mediodía y las primeras horas de la tarde. Para aquellos que tienen experiencia y buen estado físico es posible realizar la actividad en un solo día.
Presenta un clima seco de montaña; con veranos cálidos, cuyas temperaturas superan los 30° durante el día e inviernos con noches heladas frecuentes, un promedio de 8 °C y algo más lluviosos.

## Ubicación
Se encuentra a 550 km hacia el sudoeste de la ciudad de La Plata (capital de la Provincia de Buenos Aires) y a 575 km al sudoeste de la Ciudad Autónoma de Buenos Aires (CABA). La localidad más cercana es Villa Ventana, en el mismo Partido de Tornquist, uno de los lugares más visitados de la «Comarca Turística de Sierra de la Ventana».

## Primer ascenso
Charles Robert Darwin, el 9 de septiembre de 1833. Relata el mismo Darwin en su "Diario del viaje de un Naturalista alrededor del Mundo en el Navío de S.M. Beagle”:
De Bahía Blanca a Buenos Aires
8 de septiembre. - Contraté un gaucho para que me acompañara en mi viaje a caballo a Buenos Aires (...). La cabalgata no dejó de ofrecer interés, sobre todo desde que la montaña empezó a mostrar su verdadera forma.
La montaña es muy empinada, escabrosa y llena de barrancos y tan enteramente desprovista de árboles y arbustos que nos fue imposible procurarnos de un palo aguzado para sostener la carne sobre el fuego (...). Aquí la naturaleza muestra que el último movimiento, antes que el lecho del mar se trocase en el seco país, pudo realizarse con tranquilidad (...).
A la mañana siguiente (9 de septiembre de 1833) el guía me invitó a subir al macizo más próximo, que según él se figuraba, había de conducirme a los cuatro picos que coronan la cima (...). Ya he dicho que la montaña se compone de una roca de cuarzo blanco en asociaciones de pequeñas pizarras lustrosas (...). Podemos creer que las indentaciones y formas melladas del duro cuarzo muestran todavía los efectos del oleaje de un océano libre.